# Sertularia mirabilis
Sertularia mirabilis är en nässeldjursart som först beskrevs av Addison Emery Verrill 1872.  Sertularia mirabilis ingår i släktet Sertularia och familjen Sertulariidae. Inga underarter finns listade i Catalogue of Life.